# Автономна республіка

Прапор Криму — автономної республіки у складі України

Автономна республіка — це тип адміністративного поділу, подібний до провінції чи штату. Значну кількість автономних республік можна знайти в межах держав-наступників Радянського Союзу, але більшість розташована в межах Росії. Багато з цих республік були створені в радянський період як Автономні Радянські Соціалістичні Республіки або АРСР.

## Автономні республіки у складі колишніх республік Радянського Союзу
- Республіки в складі Росії
- Азербайджан: Нахічеванська Автономна Республіка
- Грузія: Аджарія і Абхазія
- Україна: Автономна Республіка Крим
- Узбекистан: Каракалпакстан

## Східна Європа
- Автономна Республіка Північний Епір
- Комратська республіка (1906, самопроголошена)
- Республіка Тамраш

## Французькі території
Позначення також може стосуватися наступних 16 колишніх французьких територій в Африці до 1960 року, коли всі вони отримали незалежність, за винятком Джибуті, який на референдумі проголосував за те, щоб залишитися частиною Франції як заморський департамент:
- Туніс (1954)
- Тоголезька Республіка (22 лютого 1958 р.)
- Малагасійська Республіка, сьогодні відома як Республіка Мадагаскар (14 жовтня 1958 р.)
- Федерація Малі, утворена Суданською Республікою (нині Республіка Малі) і Республікою Сенегал (24 листопада 1958 р.)
- Республіка Конго, на той час називалася Середнім Конго (28 листопада 1958 р.)
- Ісламська Республіка Мавританія (28 листопада 1958 р.)
- Республіка Чад (28 листопада 1958 р.)
- Габонська Республіка (28 листопада 1958 р.)
- Убангі-Шарі, сьогодні називають Центральноафриканською Республікою (1 грудня 1958 р.)
- Республіка Дагомея, нинішня Республіка Бенін (4 грудня 1958 р.)
- Республіка Кот-д'Івуар (4 грудня 1958 р.)
- Республіка Верхня Вольта, нинішній Буркіна-Фасо (11 грудня 1958 р.)
- Республіка Нігер (19 грудня 1958 р.)
- Республіка Камерун (1 січня 1960), об'єднана з Британським Камеруном через рік
- Держава Коморські острови (1961)
- Територія афарів і ісса, відома сьогодні як Республіка Джибуті (1967)

## Голландська Автономна Республіка
Позначення до Дня незалежності 1950 року, коли Індонезія здобула незалежність:
- Сполучені Штати Індонезії (27 грудня 1949 р.)